# BG 스타디움
레오 스타디움(태국어: ลีโอสเตเดียม)은 태국 빠툼타니주에 위치한 축구 경기장으로 수용 인원은 10,114명이다. BG 빠툼 유나이티드의 홈구장으로 사용되고 있다.

## 사진

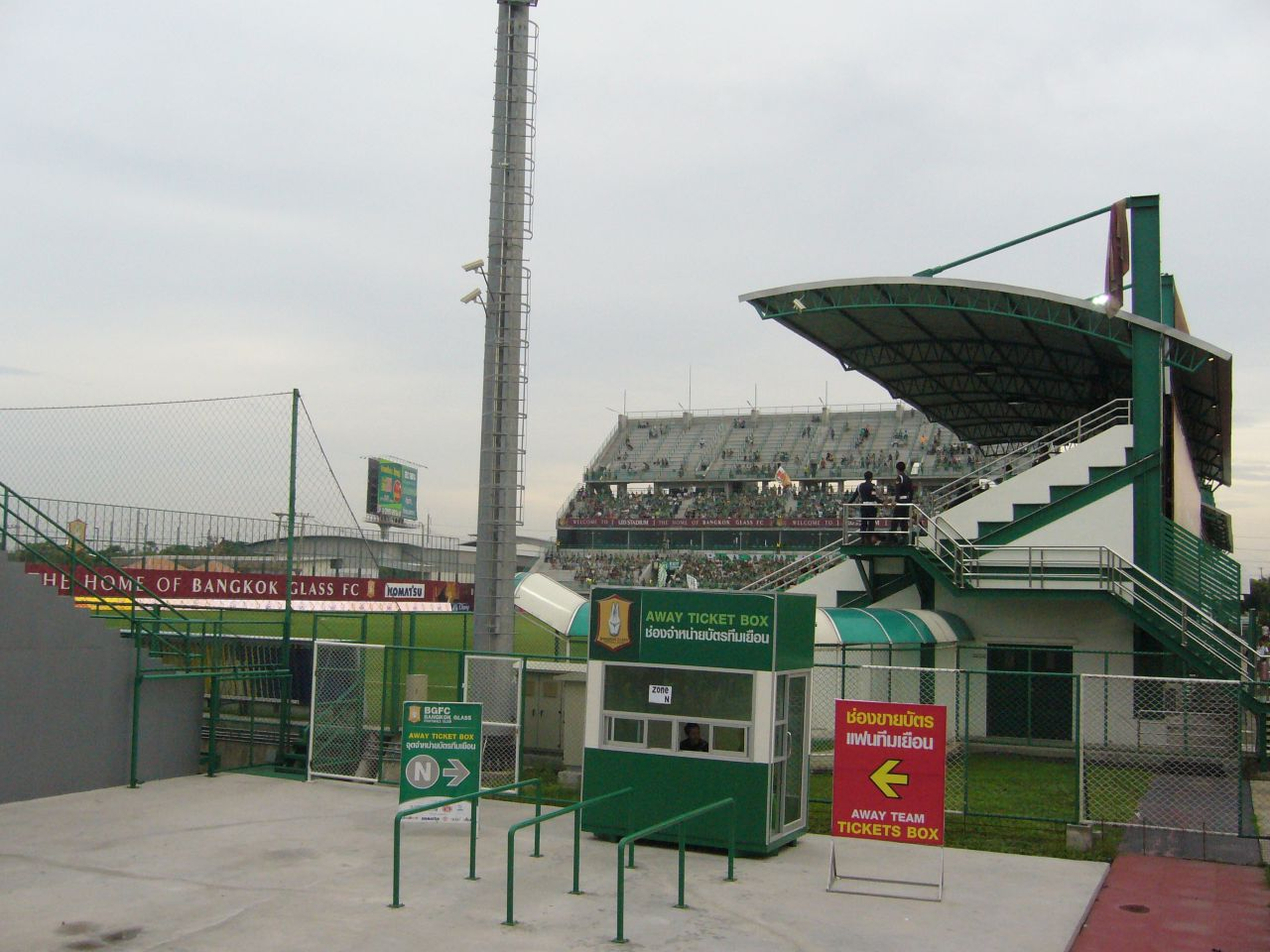
Leo Stadium in 2011
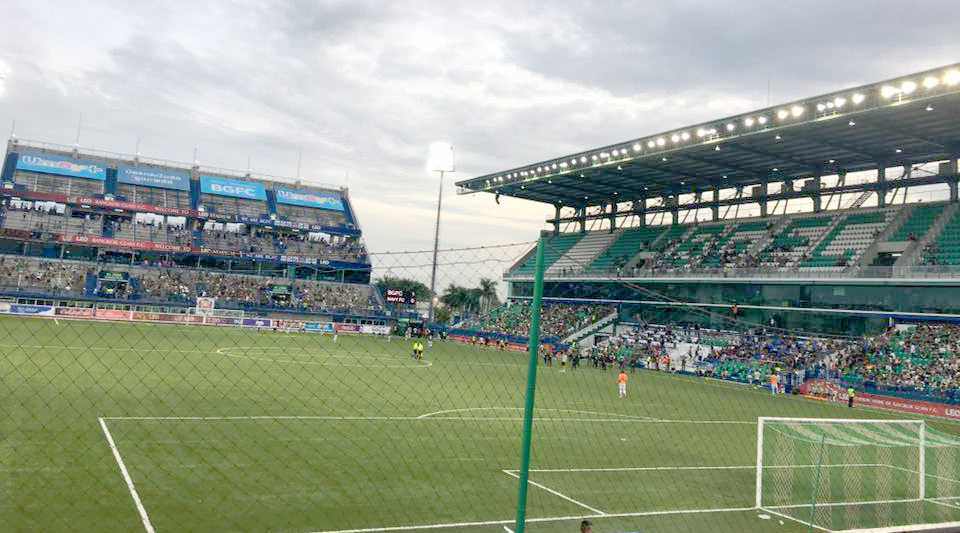
Leo Stadium in 2019